# Lomocyma
Lomocyma là một chi bướm đêm thuộc họ Sphingidae.

## Các loài
- Lomocyma oegrapha - (Mabille 1884)